# 38020 Ганнадам
38020 Ганнадам (38020 Hannadam) — астероїд головного поясу, відкритий 17 червня 1998 року.
Тіссеранів параметр щодо Юпітера — 3,163.